# Cantone di Chauny
Il Cantone di Chauny è una divisione amministrativa dell'arrondissement di Laon con capoluogo Chauny.
A seguito della riforma approvata con decreto del 21 febbraio 2014, che ha avuto attuazione dopo le elezioni dipartimentali del 2015, è passato da 20 a 21 comuni.

## Composizione
I 20 comuni facenti parte prima della riforma del 2014 erano:
- Abbécourt
- Amigny-Rouy
- Autreville (Aisne)
- Beaumont-en-Beine
- Béthancourt-en-Vaux
- Caillouël-Crépigny
- Caumont
- Chauny
- Commenchon
- Condren
- Frières-Faillouël
- Guivry
- Marest-Dampcourt
- Neuflieux
- La Neuville-en-Beine
- Ognes
- Sinceny
- Ugny-le-Gay
- Villequier-Aumont
- Viry-Noureuil

Dal 2015 i comuni appartenenti al cantone sono i seguenti 21:
- Abbécourt
- Amigny-Rouy
- Autreville (Aisne)
- Beaumont-en-Beine
- Béthancourt-en-Vaux
- Caillouël-Crépigny
- Caumont
- Chauny
- Commenchon
- Condren
- Frières-Faillouël
- Guivry
- Marest-Dampcourt
- Neuflieux
- La Neuville-en-Beine
- Ognes
- Pierremande
- Sinceny
- Ugny-le-Gay
- Villequier-Aumont
- Viry-Noureuil